# Linthuris
Linthuris, en ocasiones erróneamente denominado Linthurus, es un género de foraminífero bentónico considerado un sinónimo posterior de Lenticulina de la subfamilia Lenticulininae, de la familia Vaginulinidae, de la superfamilia Nodosarioidea, del suborden Lagenina y del orden Lagenida. Su especie tipo era Linthuris cassidatus. Su rango cronoestratigráfico abarcaba el Senoniense (Cretácico superior).

## Clasificación
Linthuris incluye a las siguientes especies:
- Linthuris cassidatus
- Linthuris cassis